# Vimartin-sur-Orthe
Vimartin-sur-Orthe é uma comuna francesa na região administrativa do País do Loire, no departamento de Mayenne. Estende-se por uma área de 71.92 km². Em 2010 a comuna tinha 427 habitantes (densidade: 5,9 hab./km²).
Foi criada em 1 de janeiro de 2021, a partir da fusão das antigas comunas de Vimarcé, Saint-Pierre-sur-Orthe e Saint-Martin-de-Connée.